# Petri Jakonen
Petri Antero Jakonen (ur. 9 czerwca 1967 w Suolahti) – fiński piłkarz występujący na pozycji bramkarza.

## Kariera klubowa
Jakonen karierę rozpoczynał w amatorskim zespole Vilpas. W 1984 roku przeszedł do trzecioligowej drużyny SalPa, a w 1987 roku został graczem pierwszoligowego Reipasu. Spędził tam dwa sezony, a w 1989 roku odszedł do HJK. W sezonie 1990 zdobył z nim mistrzostwo Finlandii.
W 1991 roku Jakonen przeszedł do szwedzkiego klubu drugoligowca, Helsingborgs IF. Spędził tam sezon 1991. W 1992 roku wrócił do Finlandii, gdzie został graczem klubu TPS. Jego barwy reprezentował przez dwa sezony, a potem przez pięć występował w drużynie MyPa-47. Trzykrotnie wywalczył z nią wicemistrzostwo Finlandii (1994, 1995, 1996). W 1998 roku zakończył karierę.

## Kariera reprezentacyjna
W reprezentacji Finlandii Jakonen zadebiutował 15 lutego 1990 w wygranym 1:0 towarzyskim meczu z Kuwejtem. W latach 1990–1996 w drużynie narodowej rozegrał 27 spotkań.